# أنور شاؤول
أنور بن شاؤول بن هارون ساسون هو شاعر وأديب عراقي ولد لعائلة يهودية في مدينة الحلة عام 1904م أضطر لمغادرة العراق خلال سبعينيات القرن الماضي بعد مضايقات حكومية له ولمن تبقى من اليهود في العراق فذهب إلى انكلترا التي عاش فيها وحيداً ثم ذهب إلى إسرائيل بعدها وتوفي هناك يوم 14 كانون الأول 1984م، له العديد من الأعمال الأدبية باللغة العربية منها "وبزغ فجر جديد" الصادر عام (1983م). في نيسان 1969، شنت الحكومة العراقية واجهزتها الامنية بامر من نائب رئيس الجمهورية صدام حسين انذاك وناظم كزار مدير الأمن العامة، حملة لتصفية المجموعة الباقية من يهود العراق " حيث القي القبض على الشاعر اليهودي أنور شاؤل وكان من المتوقع ان يعدم في الايام القادمة " لكنه استطاع من إرسال قصيدة من الشعر إلى وزير الداخلية صالح مهدي عماش الذي كان محباً للشعر بشكل كبير " عندما قرأ القصيدة صالح اهتز لكلماتها:
بدورة قام صالح بارسالها إلى رئيس الجمهورية احمد حسن البكر، فأمر باطلاق سراحة والسماح له بالسفر خارج البلاد.

## وصلات خارجية
شاؤول